# 정형화된 언어
정형화된 언어(Formulaic language, 구 명칭: automatic speech, 엠볼라리아, embolalia) 또는 관용어는 형태가 고정되어 있고, 의미가 비유적이며, 태도적 뉘앙스를 지니고 의사소통-화용론적 맥락과 밀접하게 관련된 언어적 표현을 지칭하는 언어학 용어이다.
정형화된 언어는 관용구, 욕설, 속담과 함께 (언어학적) 채움말 (예: "음...", "어...", "음...")과 대화 구어체 (예: "농담이죠?", "실례합니다?", "잠깐만요")를 포함한다.

## 배경
엠볼라리아라는 단어는 그리스어 'embolos'에서 유래했으며, 이는 '던져 넣은 것'을 의미하며, 'emballo-'는 '던져 넣다'는 뜻이다. 그리고 '-lalia'는 '말, 재잘거림, 옹알거림; 비정상적이거나 무질서한 형태의 말'을 의미한다.
1933년 레너드 블룸필드가 이끄는 현대 언어학자들은 이러한 현상을 "망설임 형태"라고 부르며, 화자가 낱말을 찾거나 다음 생각을 떠올리지 못할 때 삽입되는 더듬거리는 소리(uh), 말더듬는 소리(um, um), 목청 가다듬는 소리(ahem!), 지연하는 소리(well, um, that is)를 말한다.
반면에 프랑스 정신과 의사인 쥘 세글라스는 '엠볼라리아'를 "낱말에 접두사나 접미사를 규칙적으로 추가하는 것"으로 정의하고, 이러한 행동이 때로는 정상적인 개인에 의해 대화 상대에게 대화에 주의를 기울이고 있음을 보여주기 위해 사용된다고 언급했다.
해리 레빈과 아이린 실버만은 1965년 망설임 현상에 대한 논문에서 정형화된 언어를 "발성 분리체"라고 불렀고, 아이들을 대상으로 한 실험에서 이러한 분리체는 자발적인 망설임 현상이라기보다는 스트레스 하에서 통제되지 않는 감정 표현의 신호일 수 있음을 발견했다.
아일랜드 시인 윌리엄 버틀러 예이츠는 아내와 함께 정형화된 언어 실험을 주장했고, 이는 그에게 시의 상징과 문학 이론을 제공했다.

## 특징

### 언어적 특징

#### 정형화된 연쇄의 정의
캐나다 현대 언어학 리뷰에 따르면, 정형화된 연쇄는 "...말의 유창성을 촉진하여 멈춤을 더 짧고 덜 자주 만들고, 멈춤 사이에 더 긴 말의 흐름을 허용하는 고정된 낱말 조합"이다.
정형화된 연쇄는 "연속적이거나 불연속적인 낱말 또는 다른 요소들의 연쇄로, 미리 만들어진 것처럼 보이거나 실제로 미리 만들어져서 사용 시에 언어 문법에 의한 생성이나 분석을 거치지 않고 기억에서 통째로 저장되고 검색되는 것"이다.
이는 언어 사용의 모든 곳에서 발견될 수 있으며 "모든 담화의 많은 부분을 차지한다". 정형화된 연쇄는 어떤 길이든 될 수 있으며, 메시지, 기능, 사회적 연대감을 표현하고 의사소통 오해 없이 정보를 매우 빠르게 처리하는 데 사용될 수 있다.

#### 형태론 및 음운론
채움 멈춤
채움 멈춤은 음절과 낱말의 반복, 화자가 자신이 가장 잘 인지하는 표현에 맞춰 말을 다시 표현하거나 잘못 시작하는 재구성 또는 잘못된 시작, 문법적 수정, 그리고 의도된 의미를 전달하기 위해 어휘에서 적절한 낱말을 찾는 것과 관련된 부분적인 반복으로 구성된다. 채움 멈춤에는 기본적으로 세 가지 형태가 있다: (i) 길어진 중앙 모음만; (ii) 비음 웅얼거림만; 그리고 (iii) 중앙 모음 뒤에 비음 웅얼거림. 슈와와 비슷한 소리 [ə:]가 가장 일반적으로 사용되는 것처럼 보이지만, 일부 화자는 대신 중립 모음 [ɨ:]를 일관되게 사용하고, 다른 화자는 이전 낱말의 마지막 모음의 질에 따라 같은 문장에서 두 모음을 모두 사용할 수도 있다. 채움 멈춤 발성은 중앙 모음을 중심으로 구성될 수 있으며 화자에 따라 선호하는 방식이 다를 수 있지만, 언어의 다른 낱말처럼 행동하는 것으로 보이지는 않는다. 예를 들어, 구개 마찰음으로 끝나는 낱말의 길이를 늘리는 것은 전체 운율 및 마찰음만 길게 발음함으로써 얻을 수 있다. 그러나 대부분의 경우, 원하는 효과를 얻기 위해 중립 모음 [ɨ:]가 추가된다.
늘어진 멈춤
채움 멈춤과 유사하게, 유창한 말 사이에서 발생하는 한 번의 늘어진 멈춤은 무음 멈춤이 선행하고 뒤따를 수 있으며, 이는 주로 CV 또는 V 구조를 가진 기능 낱말에서 발생한다. 이러한 음절의 모음은 항상 중앙에 위치하지는 않지만, 채움 멈춤에서 관찰된 것만큼 길 수 있다.
되돌아간 시작 및 되돌아가지 않은 시작
리그겐바흐의 1991년 중국인 영어 학습자의 유창성 발달 연구는 되돌아간 시작과 되돌아가지 않은 시작을 포함한 수정 현상에 대한 분석을 포함했다. 되돌아간 시작은 원 발화의 일부가 중복되는 재구성을 의미한다. 이는 소리, 음절, 낱말 또는 구의 정확한 인접 중복인 반복, 또는 새로운 비추적 어휘 항목이 추가된 되돌아간 시작을 의미하는 삽입을 포함할 수 있다. 반대로, 되돌아가지 않은 시작은 원 발화를 거부하는 재구성을 의미하며, 이는 잘못된 시작으로도 알려져 있다.

#### 의미론 및 화용론
정형화된 언어의 의미론은 종종 논의되어 왔으며, 오늘날까지 채움말이 말에서 의도적인지, 낱말로 간주되어야 하는지, 아니면 단순히 화자의 말 계획 과정에서의 어려움의 부작용인지에 대한 합의가 부족하다. 베일리와 페레이라(2007)의 논문은 채움말 사용이 말에서 의도적이라는 것을 시사하는 증거가 거의 없으며, 전통적인 의미에서 낱말로 간주되어서는 안 된다고 밝혔다.
채움말은 비어휘적이거나 어휘적일 수 있다. "비어휘적 채움말"은 낱말이 아닌 것으로 인식되는 것이고, "어휘적 채움말"은 낱말인 것으로 인식되는 것이지만, 둘 다 의미 정보가 많다고는 생각되지 않는다. 그러나 일부 채움말은 특정 언어 행위를 표현하는 데 사용된다. "Yeah" (어휘적)는 긍정, 새로운 주제 도입, 화자의 인식 및 이해를 보여주거나, 화자가 말 관리 문제가 완전히 실패한 후 계속할 때 사용된다. "Mmmm" (비어휘적) 및 "Well" (어휘적)과 같은 채움말은 청자의 제공된 정보 이해를 나타낸다.
연구에 따르면 사람들은 일반적인 주제와 자신이 더 잘 아는 분야에서는 적절한 용어를 선택하는 데 더 능숙했기 때문에 정형화된 언어를 덜 사용하는 경향이 있었다. 현재까지 채움말이 본질적인 의미의 일부인지 또는 수행의 측면인지에 대해 말할 충분한 연구는 없지만, 청자의 주의를 집중시키는 데 유용하다고 말할 수 있다.

#### 통사론
정형화된 언어는 발화나 구의 시작 부분에서 더 자주 발생할 가능성이 있는데, 이는 이러한 연결 지점에서 계획 과정에 대한 요구가 더 크기 때문일 수 있다. 채움 멈춤이나 반복과 같은 정형화된 언어의 특징은 복잡한 통사적 구성 요소가 시작되기 직전에 가장 자주 발생한다. 채움 멈춤은 복잡한 구성 요소의 첫 낱말 뒤, 특히 기능 낱말 뒤에 발생할 가능성이 높다. 따라서 청자는 최근에 발생한 채움 멈춤의 존재를 이용하여 모호한 구조를 더 복잡한 분석에 유리하게 해결할 수 있다.
정형화된 언어에는 여러 가지 유형이 있다. 한 가지 유형은 비교적 보편적이며, 종종 언어와 어느 정도 문화의 차이를 초월한다. "Uhm", "Uh", "Er"과 같은 간단한 채움말은 다양한 환경에서 많은 사람들이 사용한다. 대체로 이러한 유형의 채움말은 무해한 것으로 간주되며, 대화의 나머지를 압도할 정도로 자주 사용되지 않는 한 청자에 의해 종종 간과된다.
다른 형태의 정형화된 언어는 특정 문화 내에 깊이 뿌리박혀 있으며, 실제로 특정 종교를 공유하거나 특정 지리적 지역에 사는 사람들을 식별하는 특징으로 간주되기도 한다. 억양과 함께 이러한 유형의 정형화된 언어는 때때로 다채롭고 다소 재미있는 것으로 간주된다. 작가들은 종종 이러한 유형의 말을 사용하여 자신의 글에 나오는 등장인물에게 추가적인 개성을 부여하여 그들을 독특하게 만드는 데 도움을 준다.
유창성
데처트(1980)의 독일인 영어 학습자의 말하기 수행에 대한 연구는 말하기 멈춤이 "에피소드 단위"와 일치하는 끊김에 위치하는 경향이 있음을 밝혀냈다. 데처트(1980)는 더 유창한 발화가 그러한 연결 지점에서 더 많은 멈춤을 보였고 "에피소드 단위" 내에서는 덜 나타났으며, 이는 연구 대상자가 이야기 구조를 사용하여 다음 낱말과 구를 찾기 위해 자신의 말을 자연스러운 끊김으로 조절할 수 있었음을 시사한다고 주장했다.
레넌(1984)은 제2언어 학습자들의 이야기 재구성 발화를 비교하여 연구 대상자들의 모국어와 제2언어 각각의 멈춤 분포에서 현저한 차이를 발견했다. 연구에 따르면, 모국어에서는 모든 멈춤이 절 끊김 또는 절의 비필수 구성 요소 뒤에 위치했으며, 절 내에는 멈춤이 없었다. 반면에, 제2언어를 사용하는 화자들은 다른 패턴을 보였는데, 절 내에서 멈춤이 더 빈번하게 발생했으며, 이는 화자들이 "절 내에서뿐만 아니라 초분절 단위에서도 계획하고 있는" 것으로 보이며, 따라서 절의 교차점이 아닌 절 내에서 멈춤이 발생하는 것은 유창한 말과 비유창한 말을 구별하는 지표가 될 수 있다는 레넌의 결론으로 이어졌다.

### 담화 특징

#### 인지 부하
인지 부하는 정형화된 언어의 중요한 예측 변수이다. 더 긴 발화와 낯선 주제에서 더 많은 불유창성이 발견된다. 우드의 책에서 그는 설명적인 말이나 복잡하게 상호 연결된 주제에 대한 즉석 설명과 같이 높은 정도의 인지 부하가 발생할 때 원어민조차도 불유창성을 겪을 수 있다고 제안했다.

#### 말 속도
정형화된 구문은 유사한 비정형 구문보다 더 빠르게 발화된다. 말 속도는 인지 부하와 밀접하게 관련되어 있다. 인지 부하에 따라 화자의 발화 속도는 보통 발생하는 고정된 말 속도에 비해 더 빠르거나 느리게 생성된다. 예를 들어, 예상치 못한 선택을 해야 할 때 말 속도가 느려지고, 낱말을 반복할 때 가속하는 경향이 있다. 빠른 조건에서는 음성 계획을 초래하는 인지 과정이 조음에 뒤처지므로 기존 계획의 조음이 다시 시작되어, 낱말 반복이 더 자주 발생할 가능성이 높지만, 채움말보다 더 자주 발생하는 것은 아니다.

#### 낱말 빈도
비티와 버터워스(1979)의 연구에서, 저빈도 내용 낱말과 맥락상 가능성이 낮은 것으로 평가된 낱말은 채움말과 같은 망설임이 선행되었다. 화자는 말에서 저빈도 낱말을 사용하기로 선택할 때 이를 인지하고 있으며, 더 불유창할 가능성이 높다. 이는 Schnadt와 Corley의 연구에서도 뒷받침되는데, 그들은 여러 이름이 붙거나 저빈도 항목 바로 앞에서 연장과 채움말이 증가한다는 것을 발견했다.

#### 영역 (발신자 대 수신자)
인간은 기계와 대화할 때보다 다른 인간과 대화할 때 전반적으로 더 불유창한 것으로 나타났다. 독백보다 대화에서 정형화된 언어의 예가 더 많이 발견된다. 발신자가 맡은 다른 역할(예: 자매, 딸, 어머니)은 길이 또는 복잡성과 관계없이 생성되는 불유창성, 특히 채움말의 수에 크게 영향을 미친다.

## 기능

### 이해 단서
불유창성은 분절 및 운율 수준에서 중요한 변형을 수반하며 화자와 청자가 그러한 단서를 체계적이고 의미있게 사용한다는 일반적인 합의가 있다. 따라서 그들은 다른 장치와 유사하고 화자에 의해 제어되며 언어별 제약에 의해 규제되는 언어적 보편적 장치로 나타난다. 또한, 채움말과 같은 말 불유창성은 청자가 다가오는 낱말을 식별하는 데 도움이 될 수 있다.
정형화된 언어가 더 많은 내용이 올 것이라는 유용한 단서 역할을 할 수 있지만, 일부 사람들은 이러한 채움말에 무의식적으로 의존하게 된다. 이 경우, 화자가 정형화된 언어 생산에 지나치게 의존하고 있음을 인지시키고 다른 언어 전략을 더 효율적으로 사용하도록 훈련하여 문제를 교정해야 한다. 개인이 자신감을 얻고 채움말이 덜 필요하게 되면 정형화된 언어에 대한 성향은 점차 감소할 수 있다.
폭스 트리(2001)의 연구는 영어와 네덜란드어 청자 모두 "Uh"가 없는 경우보다 "Uh"가 앞에 오는 경우 캐리어 문장에서 낱말을 더 빠르게 식별했으며, 이는 다른 채움말이 다른 정보를 전달할 수 있으므로 다른 효과를 가진다는 것을 시사했다.
피셔와 브란트-푹도 담화 입자가 주제 전환을 표시하고, 이전 발화와 다음 발화 사이의 관련성을 나타내며, 화자가 전달된 내용을 이해했는지 여부를 나타내고, 말 관리의 가능한 문제를 알림으로써 발화 과정을 지원한다는 것을 발견했다.
채움말이 청자에게 전달되는 정보에 대한 단서를 제공할 수 있지만, 베일리와 페레이라의 연구는 청자의 이해를 촉진하는 데 있어 "좋은 단서"와 "나쁜 단서"를 구별했다. "좋은 단서"는 청자가 새로운 구성 요소(명사구, 동사구)의 시작을 정확하게 예측하도록 이끌고, "나쁜 단서"는 청자가 새로운 구성 요소의 시작을 잘못 예측하도록 이끈다. "좋은 단서"는 청자가 제시된 정보를 처리하기 쉽게 만들고, "나쁜 단서"는 청자가 관련 정보를 처리하기 어렵게 만든다.
화자가 언어를 가로질러 유사한 방식으로 정형화된 언어를 사용하며, 정형화된 언어가 자발적인 말의 구조화에 근본적인 역할을 한다는 강력한 경험적 증거가 있다. 이는 다가오는 주제 변경, 계획 부하 또는 준비 문제와 관련된 지연, 그리고 화자의 발언권 행사/포기 또는 이미 제시한 표현 수정/포기 의도를 알림으로써 대화 참여자 간의 더 나은 동기화를 달성하는 데 사용되기 때문이다.

### 의사소통 목표
클라크와 폭스 트리(2002)의 연구에 따르면 채움말과 같은 정형화된 언어의 일부는 의사소통 기능을 하며, 명제 내용이나 주요 메시지에 추가되지 않더라도 화자가 전달하려는 정보에 필수적인 것으로 간주된다. 대신, 이는 화자가 자신의 수행에 대해 언급하는 부수적인 메시지의 일부로 간주된다. 화자는 "Uh" 또는 "Um"과 같은 채움 멈춤을 다양한 이유로 사용하는데, 여기에는 방해를 막거나 발화를 계획할 추가 시간을 얻으려는 의도가 포함된다.
또 다른 의사소통 목표에는 주의를 끄는 기능이 포함되는데, 이는 망설임 형태의 또 다른 목적이 다가올 가혹한 현실에서 자신을 약간 분리하는 것임을 탐구한다. 무의미한 간투사로 채워진 시간의 한 박자를 사용하여, "거리 두기"에 몰두하는 비헌신적인 사람들은 그러한 정형화된 언어를 사용하여 자신과 자신의 낱말 사이에 약간의 거리를 만들며, 마치 그것이 자신의 낱말의 영향을 줄일 수 있는 것처럼 사용한다.
그러나 모든 형태의 정형화된 언어가 적절하거나 무해한 것으로 간주되지는 않는다. 예를 들어, 특정 문화권에서 욕설로 간주되는 모든 것을 사용하는 것과 같이 불쾌감을 줄 수 있는 정형화된 언어 생산 사례가 있다.
이 형태에서 말은 일반적으로 다양한 아이디어를 전달하는 데 사용되는 문장 구조 내에 비속어를 삽입하는 것이다. 때때로 이러한 정형화된 언어의 사용은 개인이 매우 괴로워하거나 화가 나서 발생한다. 그러나 개인이 매우 행복하더라도 무의식적으로 비속어가 삽입되는 상황도 있다. 비속어 사용이 개인에게 주목될 때, 그는 그러한 정형화된 언어의 사용을 인지하지 못했을 수도 있다.

## 신경학적 기반

### 의학적 사례

#### 실어증
실어증을 앓는 많은 환자는 대화 구어체와 욕설을 포함한 정형화된 언어를 생성하는 능력을 유지한다. 일부 경우, 환자는 낱말이나 문장을 만들 수 없지만 욕설은 할 수 있다. 또한, 다른 낱말의 발음은 회복 과정에서 변하고 진화할 수 있는 반면, 욕설의 발음과 사용은 변하지 않는다.
희귀한 형태의 실어증인 피질하 감각 실어증에 영향을 받은 환자는 "기억된 자료의 길고 큰 덩어리"를 특징으로 하는 정형화된 언어를 보이는 것으로 나타났다.

#### 말 실행증
말 실행증은 구음장애 (말 생산에 영향을 미치는 근육 약화) 또는 실어증 (신경학적 손상과 관련된 언어 어려움)과 함께 발생할 수도 있다.
성인에게서 발견되는 말 실행증의 조음 특징 중 하나는 "자발적인 말보다 정형화된 언어에서 오류가 적다"는 말 행동을 포함한다. 발달성 언어 실행증 또한 자발적인 말에 더 많은 영향을 미치고 정형화된 언어에는 덜 영향을 미치는 것으로 나타났다.
말 실행증의 특징에는 말소리 모방의 어려움, 혀 내밀기 등 비언어적 움직임 모방의 어려움, 소리를 더듬거림, 심한 경우 소리를 전혀 내지 못함, 일관성 없는 오류, 느린 말 속도 등이 포함된다. 그러나 말 실행증을 앓는 환자는 "감사합니다" 또는 "어떻게 지내세요?"와 같은 정형화된 언어를 생성하는 능력을 유지할 수 있다. 말 실행증은 언어 생산에 영향을 미치는 근육 약화를 유발하는 질병인 구음장애 또는 신경학적 손상과 관련된 언어 어려움을 유발하는 실어증과 함께 발생할 수도 있다.

#### 발달성협응장애
발달성협응장애는 말의 자발적 움직임에 영향을 미치는 만성 신경계 질환이다.
발달성협응장애 아동은 특정 종류의 자발적인 말을 형성할 수 없지만, 자발적으로 정해진 낱말이나 구를 말할 수 있으며, 이는 정형화된 언어를 구성한다. 하지만 그들은 요청 시 이를 반복할 수 없을 수도 있다.

## 같이 보기
- 자동 기술
- 방언